# Tourves
Tourves – miejscowość i gmina we Francji, w regionie Prowansja-Alpy-Lazurowe Wybrzeże, w departamencie Var.
Według danych na rok 1990 gminę zamieszkiwało 2788 osób, a gęstość zaludnienia wynosiła 42 osoby/km² (wśród 963 gmin regionu Prowansja-Alpy-W. Lazurowe Tourves plasuje się na 216. miejscu pod względem liczby ludności, natomiast pod względem powierzchni na miejscu 96.).